# Rusłan Alechna
Rusłan Fiodarawicz Alechna, biał. Руслан Фёдаравіч Алехна (ur. 14 października 1981 w Mińsku) – białoruski piosenkarz.
Zwycięzca drugiej edycji programu Narodnyj artist (2004). Reprezentant Białorusi w 53. Konkursie Piosenki Eurowizji (2008).

## Życiorys
W 2004 zwyciężył w finale drugiej edycji programu Narodnyj artist. Po udziale w programie wydał dwa albumy studyjne: Neobyknowiennaja i Rano ili pozdno, oba ukazały się w 2005.
W styczniu 2008 z utworem „Hasta la vista” zwyciężył w finale programu EuroFest, dzięki czemu został reprezentantem Białorusi podczas 53. Konkursu Piosenki Eurowizji. 22 maja zajął 17. miejsce w półfinale konkursu, nie przechodząc do finału. Wynik w konkursie skomentował słowami: Nie jest mi wstyd, swój występ uważam za dobry. (...) W tym roku mój kraj zaprezentował się bardzo dobrze. Dziękuję Białorusi.

## Dyskografia
Albumy studyjne
- Neobyknowiennaja (2005)
- Rano ili pozdno (2005)